# Parc provincial Gooseberry Cove
Le parc provincial Gooseberry Cove (en anglais : Gooseberry Cove Provincial Park) est un parc provincial de la province de Terre-Neuve-et-Labrador situé à environ 30 kilomètres au sud de Placentia, sur la péninsule d'Avalon. Ce petit parc, d'une superficie de 0,03 kilomètre2, est situé aux confins d'une petite baie faisant partie de la baie de Plaisance. Il est principalement constitué d'une petite plage. 
Le parc constitue un endroit où il est possible de s'adonner notamment à l'observation de la nature, aux pique-niques et aux loisirs de plage.
Le parc provincial est accessible par la route 100, qui relie la région avec la route Transcanadienne.